# Elektro-Skateboard

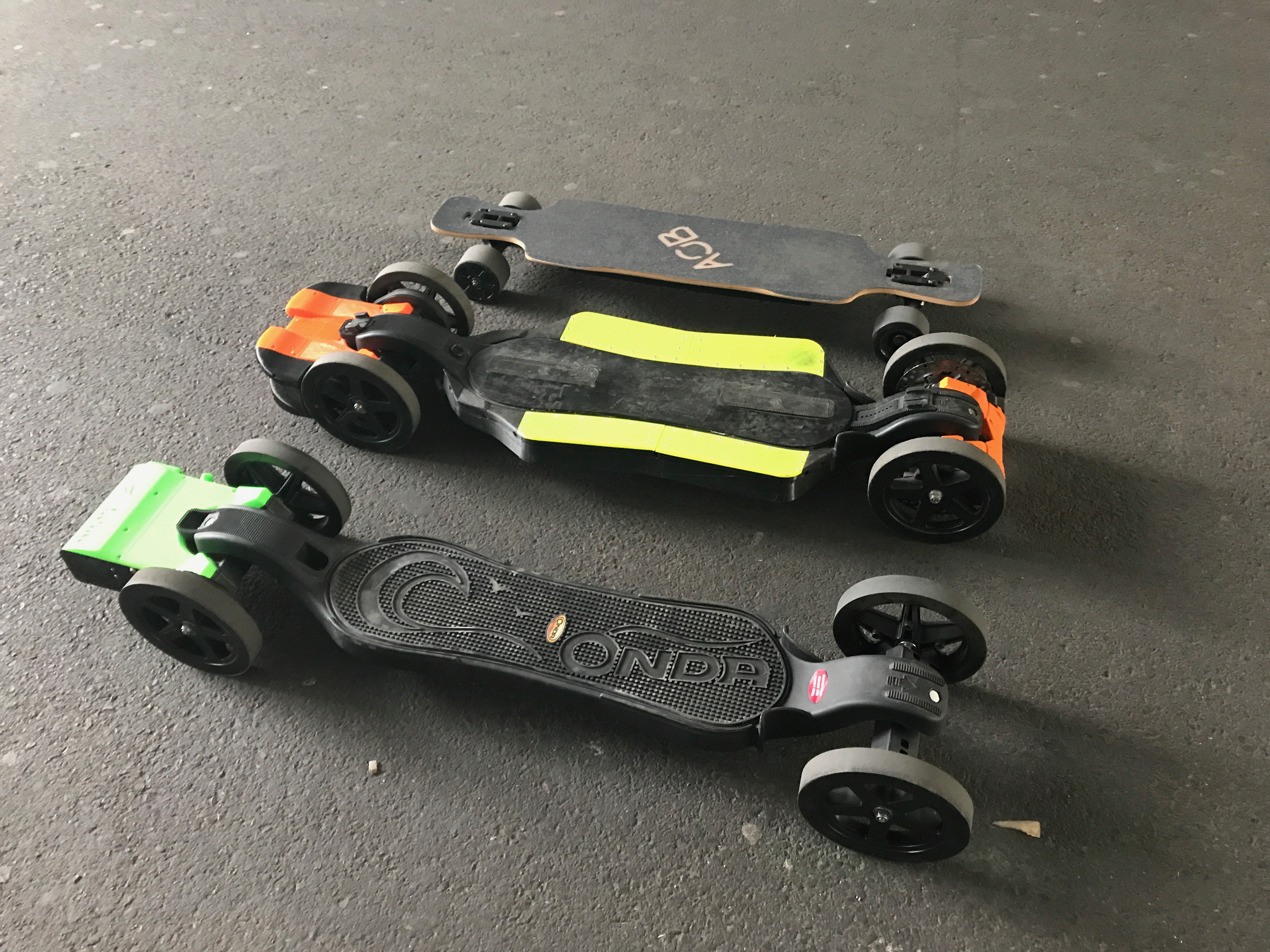
Elektro-Skateboard mit Komponenten aus dem 3D-Drucker

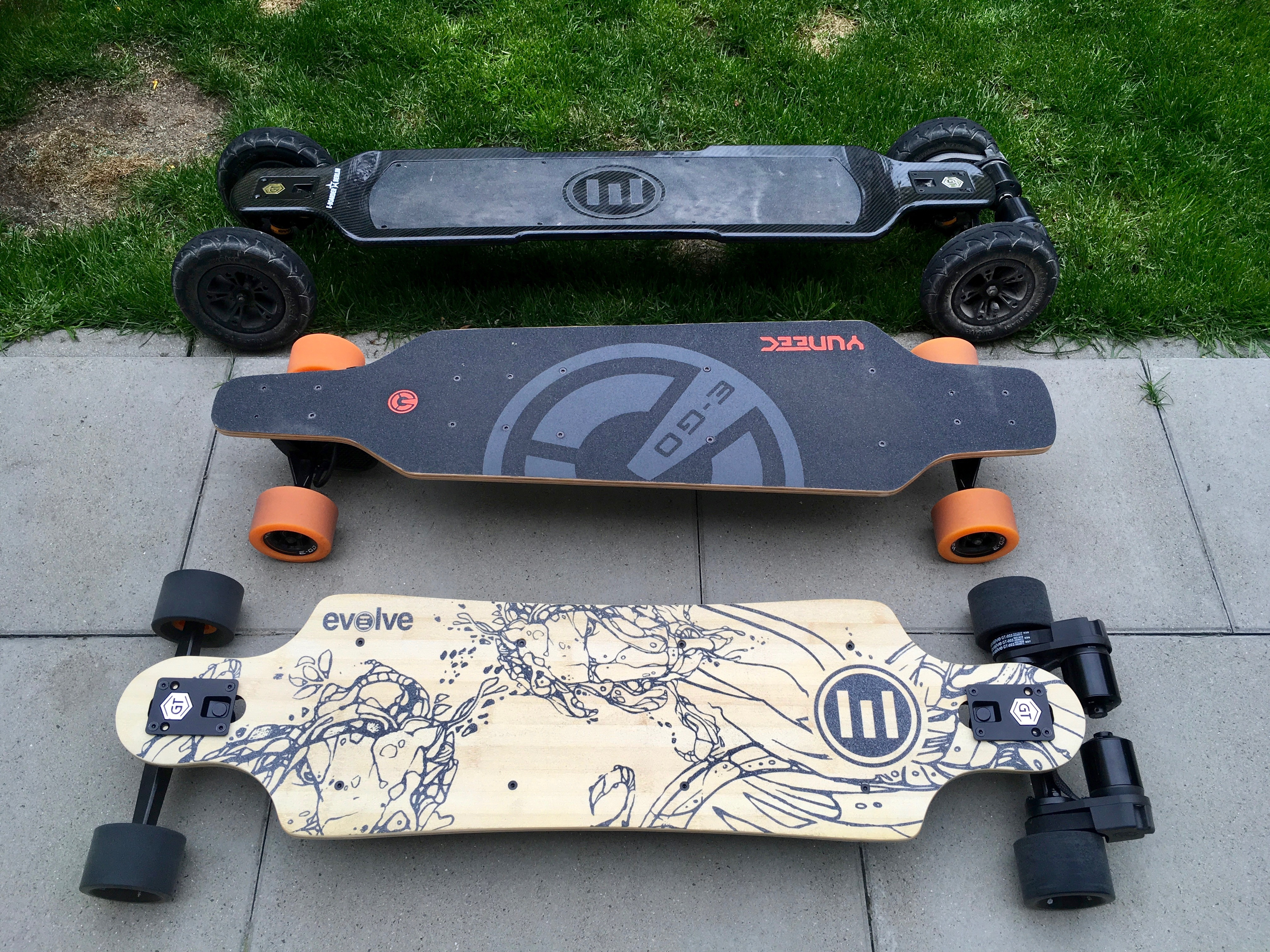
3 E-Boarder in verschiedenen Preisklassen. Oben eine All-Terrain-Bereifung.

Elektro-Skateboards (auch E-Boards genannt) sind Skateboards mit Elektroantrieb. Sie werden durch Gewichtsverlagerung gesteuert und durch eine Funkfernbedienung oder Mobile App beschleunigt und gebremst. Leistungsstarke Modelle beschleunigen je nach Körpergewicht von 0 auf 40 Kilometer pro Stunde in vier Sekunden und erreichen Endgeschwindigkeiten von bis zu 48 km/h. Das Fahren mit Elektro-Skateboards im öffentlichen Straßenverkehr ist in vielen Ländern wie z. B. Österreich oder Deutschland nicht zugelassen. Es wird wie Fahren ohne Betriebserlaubnis und Fahren ohne Versicherungsschutz und Kraftfahrzeugkennzeichen geahndet.
Es gibt Elektro Skateboards mit Straßen- sowie All-Terrain-Bereifung. Mit All-Terrain-Bereifung können z. B. Schotterwege in Parks sowie Waldwege befahren werden. Es ist nicht rechtlich geklärt, ob dies erlaubt ist. Nur Privatgrundstücke geben dem E-Boarder derzeit die Möglichkeit, seinen Sport legal auszuüben.
Bekannte Hersteller für elektrische Skateboards sind u. a. EvolveSkateboard, WowGo, Meepoboard und Exway. Die Motoren sind entweder direkt in der Rolle (In-Wheel-Motor) oder extern mit einem Zahnriemen angebracht. Das Gewicht mit Motor und Batterie liegt zwischen 5 kg und 25 kg und es kann eine Distanz von 10 km bis 100 km mit einer Ladung zurückgelegt werden.
Die Preise für Elektro-Skateboards reichen von 99 € bis ca. 4500 € und die Motorleistungen von 150 bis 3000 W.
Seit 2014 finden in Haßloch die internationalen Elektro-Skateboard-Meisterschaften auf dem Dirt-Track des von Ball Packaging Europe zur Verfügung gestellten Geländes statt.
Ein E-Boarder ist nicht nur die motorangetriebene Variante eines Skateboards, sondern wird von den meisten E-Boardern als eine Möglichkeit gesehen, Sportarten wie Wellenreiten und Snowboarden zu simulieren, da der Bewegungsablauf hier sehr ähnlich ist.

## Rechtslage in Deutschland
Trotz eines Beschlusses des Bundesrates Ende 2016, der die Bundesregierung auffordert, schnellstmöglich die verhaltens- und zulassungsrechtlichen Voraussetzungen für den Betrieb von selbstbalancierten Fahrzeugen und Fahrzeugen mit Elektroantrieb, die nicht mindestens einen Sitzplatz haben, im öffentlichen Verkehr unter Beteiligung der Länder zu regeln, ist noch nicht abzusehen, wann die rechtliche Situation geklärt ist.
Elektro-Skateboards fallen nicht unter die seit Sommer 2019 gültige Elektrokleinstfahrzeuge-Verordnung (eKFV), da sie keine dort geforderte Haltestange besitzen. Damit erhalten sie weiterhin keine Zulassung für den Straßenverkehr.

## Rechtslage in Österreich
Elektrische Skateboards werden gem. § 2 Abs. 1 Z 19 StVO als vorwiegend zur Verwendung außerhalb der Fahrbahn bestimmte Kleinfahrzeuge bestimmt. Beschrieben werden sie als selbstbalancierendes, elektrisch angetriebenes Rollbrett mit 2 bis 4 Rädern unabhängig von der Leistung (dh, ausgenommen von der Anwendung der VO (EU) 168/2013). Die Bauartgeschwindigkeit oder Leistung ist daher irrelevant. Betreffend die Teilnahme am Straßenverkehr gilt, dass diese am Gehsteig oder Gehweg grundsätzlich erlaubt ist, sofern keine Gefährdung oder Behinderung von Fußgängern oder dem Verkehr auf der Fahrbahn (§ 88 Abs. 2 StVO) entsteht. Verhaltensvorschriften gelten hierbei wie für Fußgänger gem. § 76 StVO. Weder eine Haftpflichtversicherung, noch eine Lenkberechtigung oder das Tragen eines Helmes ist verpflichtend vorgeschrieben.

## Rechtslage in der Schweiz
Elektro-Skateboards sind in der Schweiz für den öffentlichen Straßenverkehr nicht zugelassen. Der Gebrauch ist ausschließlich auf privatem, befriedetem Gelände erlaubt.